# 百済宮
百済宮（くだらのみや）は、舒明天皇が営んだ宮。

## 概要
639年、舒明天皇が田中宮から新しく遷都するときにこの宮に決定した。この宮もこれまでと同様に奈良県にあり、現在の桜井市か明日香村あたりにあったと考えられている。
都であった期間は2年であるが舒明天皇はこの宮に遷都したあと崩御するまで一生この地に住み続け、641年10月9日に同地で崩御した。